# Vasja Bajc
Vasja Bajc (* 19. Januar 1962 in Ljubljana) ist ein ehemaliger jugoslawischer Skispringer und heutiger slowenischer Skisprungtrainer.

## Werdegang
Bajc gab am 30. Dezember 1979 sein Debüt im neu geschaffenen Skisprung-Weltcup. Die Vierschanzentournee 1979/80 absolvierte er jedoch erfolglos. Erst nach der Tournee konnte er in Planica mit dem 5. Platz erstmals in die Punkteränge springen. Mit dem 5. Platz erreichte er zudem seine höchste Einzelplatzierung in einem Weltcup-Springen. Auch die Vierschanzentournee 1981/82 verlief für Bajc erfolglos. bei der Nordischen Skiweltmeisterschaft 1982 in Oslo sprang Bajc auf den 42. Platz von der Normalschanze. Nachdem auch die Vierschanzentournee 1983/84 eher schlecht für Bajc verlaufen war, konnte er in Harrachov am 14. Januar 1984 mit dem 9. Platz erstmals wieder unter die besten zehn springen.
Bei den Olympischen Winterspielen 1984 in Sarajevo sprang Bajc auf den 15. Platz von der Normalschanze und auf den 17. Platz von der Großschanze. Bei der Nordischen Skiweltmeisterschaft 1984, die zeitgleich mit den Olympischen Spielen in Engelberg stattfand, erreichte er im Teamspringen gemeinsam mit Miran Tepeš, Tomaž Dolar und Primož Ulaga den 5. Platz.
Nachdem Bajc noch einmal bei der Vierschanzentournee 1987/88 angetreten war und bei den Springen in Innsbruck und Bischofshofen erneut keine Erfolge erzielen konnte, beendete er im Anschluss daran seine aktive Skisprungkarriere.
Ab 1990 wurde Bajc Nationaltrainer in Spanien, 1994 wechselte er nach Japan. Während seines bis 2002 dauernden Engagements konnte er mit dem japanischen Team drei Mal die Nationenwertung des Weltcups gewinnen. In der Saison 2002/03 war Bajc Trainer der Niederlande, im Folgejahr trainierte er die Schweden. Von 2004 bis 2006 war er Cheftrainer der tschechischen Nationalmannschaft und führte Jakub Janda zum Gesamtweltcupsieg. Zur Saison 2006/07 betreute Bajc die slowenische Nationalmannschaft, bevor er aufgrund innerverbandlicher Streitereien am 26. Januar 2007 zurücktrat und von Ari-Pekka Nikkola abgelöst wurde. Ab der Saison 2007/08 war er Trainer der sich damals im Aufbau befindenden türkischen Nationalmannschaft. Nebenbei betreute er als Heimtrainer mehrere Profi- und Nachwuchsspringer, darunter auch Jakub Janda. Von 2014 bis 2017 war er Cheftrainer der Damen-Skisprung-Nationalmannschaft der Vereinigten Staaten. Von 2017 bis 2021 betreute er den Kader um Flórián Molnár und Virág Vörös im ungarischen Nationalteam. Im Mai 2021 übernahm Bajc die Leitung der tschechischen Herren-Nationalmannschaft.

## Statistik

### Weltcup-Platzierungen
| Saison  | Platz | Punkte |
| ------- | ----- | ------ |
| 1979/80 | 64.   | 11     |
| 1982/83 | 59.   | 08     |